# Saïd Ben Saïd
Pour les articles homonymes, voir Ben Saïd.
Saïd Ben Saïd, né le 11 juillet 1966 à Tunis, est un producteur de cinéma franco-tunisien. Il est président de la société SBS Productions.

## Biographie
Saïd Ben grandit à Carthage, dans la banlieue de Tunis, se passionnant pour le cinéma, au point de faire venir de France des cassettes VHS grâce à l'aide d'un ami diplomate de ses parents.
Il vient en France en 1984 pour faire ses études supérieures au lycée Sainte-Geneviève à Versailles puis à l'ESTP. Il travaille ensuite comme ingénieur à la Lyonnaise des eaux puis chez M6.
En 1996, il rejoint UGC (passant un temps chez Polydor avant de retourner chez UGC) pour y produire des films d'André Téchiné, Barbet Schroeder, Pascal Bonitzer ou encore Alain Corneau.
En 2010, il fonde sa propre société, SBS Productions et produit notamment des films de Roman Polanski, Brian De Palma, Philippe Garrel, David Cronenberg et Paul Verhoeven.

## Filmographie
- 2000 : Total Western d'Éric Rochant
- 2001 : Loin d'André Téchiné
- 2003 : Tais-toi ! de Francis Veber
- 2004 : Les Dalton de Philippe Haïm
- 2006 : Le Héros de la famille de Thierry Klifa
- 2007 : Les Témoins d'André Téchiné
- 2007 : Black Sun de Krzysztof Zanussi
- 2007 : Le Tueur de Cédric Anger
- 2008 : Le Grand Alibi de Pascal Bonitzer
- 2008 : Inju, la bête dans l'ombre de Barbet Schroeder
- 2009 : La Fille du RER d'André Téchiné
- 2009 : Lucky Luke de James Huth
- 2010 : Chicas de Yasmina Reza
- 2010 : Crime d'amour de Alain Corneau
- 2011 : Impardonnables de André Téchiné
- 2011 : Carnage de Roman Polanski
- 2012 : Cherchez Hortense de Pascal Bonitzer
- 2012 : Passion de Brian De Palma (remake de Crime d'amour)
- 2013 : Un château en Italie de Valeria Bruni Tedeschi
- 2013 : La Jalousie de Philippe Garrel
- 2014 : Maps to the Stars de David Cronenberg
- 2014 : Valentin Valentin de Pascal Thomas
- 2015 : L'Ombre des femmes de Philippe Garrel
- 2016 : Elle de Paul Verhoeven
- 2016 : Tout de suite maintenant de Pascal Bonitzer
- 2016 : Aquarius de Kleber Mendonça Filho
- 2016 : Revenger (The Assignment) de Walter Hill
- 2017 : L'Amant d'un jour de Philippe Garrel
- 2018 : Place publique d'Agnès Jaoui
- 2018 : Paul Sanchez est revenu ! de Patricia Mazuy (coproducteur)
- 2018 : Synonymes de Nadav Lapid
- 2019 : Frankie de Ira Sachs
- 2019 : Bacurau de Kleber Mendonça Filho et Juliano Dornelles
- 2019 : Les Envoûtés de Pascal Bonitzer
- 2021 : Benedetta de Paul Verhoeven
- 2021 : Bonne mère de Hafsia Herzi
- 2021 : Tralala d'Arnaud et Jean-Marie Larrieu
- 2022 : Passages d'Ira Sachs
- 2023 : L'Été dernier de Catherine Breillat
- 2024 : Les Linceuls (The Shrouds) de David Cronenberg
- 2024 : Le Tableau volé de Pascal Bonitzer
- 2026 : Maigret et le mort amoureux de Pascal Bonitzer